# Diasemia monostigma
Diasemia monostigma is een vlinder uit de familie van de grasmotten (Crambidae), uit de onderfamilie van de Spilomelinae. De wetenschappelijke naam van deze soort is voor het eerst voorgesteld door George Francis Hampson in een publicatie uit 1913.

## Verspreiding
De soort komt voor in tropisch Afrika waaronder Kenia, Rwanda, Zimbabwe, Zuid-Afrika, Madagaskar en Réunion.

## Waardplanten
De rups leeft op soort(en) van het geslacht Datura (Solanaceae).